# روبرت ري (متزلج قفز)
روبرت ري (بالفرنسية: Robert Rey)‏ هو متزلج قفز فرنسي، ولد في 25 مارس 1934.

## وصلات خارجية
- روبرت ري على موقع الاتحاد الدولي للتزلج (القفز التزلجي) (الإنجليزية)
- روبرت ري على موقع أوليمبيديا (الإنجليزية)